# Wilhelm Dommes
Wilhelm Dommes (16 de Abril de 1907 - 23 de Janeiro de 1990) foi um comandante de U-Boot que serviu na Kriegsmarine durante a Segunda Guerra Mundial.